# Motive
Motive är en kanadensisk TV-serie skapad av Daniel Cerone. Serien hade premiär 3 februari 2013 på CTV och avslutades den 30 augusti 2016. I Sverige har serien visats i TV8.

## Rollista (i urval)
- Kristin Lehman - Angelika "Angie" Flynn
- Louis Ferreira - Oscar Vega
- Brendan Penny - Brian Lucas
- Lauren Holly - Dr. Betty Rogers
- Cameron Bright - Manny Flynn
- Roger Cross - Boyd Bloom
- Valerie Tian - Wendy Sung (säsong 2)
- Warren Christie - Mark Cross (säsong 2-4)